# Aethaloperca rogaa
Aethaloperca rogaa – gatunek ryby z rodziny strzępielowatych, jedyny przedstawiciel rodzaju Aethaloperca Fowler, 1904. Poławiana gospodarczo i w wędkarstwie.
Występowanie: Morze Czerwone, Ocean Indyjski i Ocean Spokojny, rafy koralowe na głębokościach 1–60 m p.p.m.

## Opis
Osiąga do 60 cm długości.